# Fußball-Bezirksliga Dresden 1955
Die Fußball-Bezirksliga Dresden 1955 war eine Übergangsrunde, die bei ihrer vierten Austragung vom Bezirksfachausschuss (BFA) Fußball Dresden durchgeführt wurde. Durch die Installierung der II. DDR-Liga, blieb die Bezirksliga Dresden immer noch höchste Spielklasse im Bezirk Dresden, aber nur noch vierthöchste im Ligasystem auf dem Gebiet des DS.
Da die Meisterschaft ab 1956 nach sowjetischem Vorbild an das Kalenderjahr angeglichen wurde, diente die Übergangsrunde zur Überbrückung der Zeit zwischen dem Saisonende 1954/55 im Sommer 1955 und dem Beginn der Saison 1956 im Frühjahr.
Die BSG Motor Görlitz sicherte sich den Sieg der Übergangsrunde (inoffizieller Bezirksmeister), besaß aber kein Aufstiegsrecht in die übergeordnete II. DDR-Liga.
Durch die Aufstockung der Bezirksliga auf 14 Mannschaften zur Folgesaison stieg der Sieger der Bezirksliga-Aufstiegsrunde, die BSG Chemie Coswig, auf.

## Abschlusstabelle
| Pl. | Mannschaft                          | Sp. | S | U | N | Tore    | Quote | Punkte |
| --- | ----------------------------------- | --- | - | - | - | ------- | ----- | ------ |
| 1.  | BSG Motor Görlitz                   | 12  | 9 | 3 | 0 | 043:130 | 3,31  | 21:30  |
| 2.  | BSG Empor Kamenz                    | 12  | 8 | 3 | 1 | 036:100 | 3,60  | 19:50  |
| 3.  | BSG Motor Radeberg                  | 12  | 6 | 4 | 2 | 025:160 | 1,56  | 16:80  |
| 4.  | BSG Chemie Riesa                    | 12  | 7 | 1 | 4 | 030:160 | 1,88  | 15:90  |
| 5.  | BSG Turbine Großröhrsdorf (N)       | 12  | 6 | 1 | 5 | 025:300 | 0,83  | 13:11  |
| 6.  | BSG Empor Dresden-Löbtau            | 12  | 6 | 0 | 6 | 027:200 | 1,35  | 12:12  |
| 7.  | BSG Lokomotive Zittau               | 12  | 5 | 2 | 5 | 018:240 | 0,75  | 12:12  |
| 8.  | BSG Aufbau Meißen                   | 12  | 4 | 3 | 5 | 020:230 | 0,87  | 11:13  |
| 9.  | BSG Lokomotive Dresden (N)          | 12  | 4 | 1 | 7 | 018:260 | 0,69  | 09:15  |
| 10. | BSG Empor Tabak Dresden             | 12  | 3 | 2 | 7 | 020:250 | 0,80  | 08:16  |
| 11. | BSG Fortschritt Süd Neugersdorf (N) | 12  | 3 | 2 | 7 | 020:520 | 0,38  | 08:16  |
| 12. | BSG Motor Nordwest Dresden (N)      | 12  | 2 | 3 | 7 | 020:300 | 0,67  | 07:17  |
| 13. | BSG Motor Niesky                    | 12  | 2 | 1 | 9 | 015:320 | 0,47  | 05:19  |

| (N) Aufsteiger aus der Bezirksklasse 1954/55 |

## Kreuztabelle
Die Kreuztabelle stellt die Ergebnisse aller Spiele dieser Saison dar. Die Heimmannschaft ist in der linken Spalte aufgelistet und die Gastmannschaft in der obersten Reihe.
| Bezirksliga Dresden 11. September 1955 – 5. Februar 1956 | Bezirksliga Dresden 11. September 1955 – 5. Februar 1956 | GR  | BSG Empor Kamenz | RDB | BSG Chemie Riesa | BSG Turbine Großröhrsdorf | BSG Empor Dresden-Löbtau | ZI  | BSG Aufbau Meißen | DD  | BSG Empor Tabak Dresden | BSG Fortschritt Süd Neugersdorf | DD  | NY  |
| -------------------------------------------------------- | -------------------------------------------------------- | --- | ---------------- | --- | ---------------- | ------------------------- | ------------------------ | --- | ----------------- | --- | ----------------------- | ------------------------------- | --- | --- |
| 01.                                                      | BSG Motor Görlitz                                        |     | 1:1              | –   | 6:2              | –                         | 5:1                      | –   | –                 | 4:0 | –                       | 8:1                             | –   | 2:0 |
| 02.                                                      | BSG Empor Kamenz                                         | –   |                  | –   | 3:0              | –                         | 1:0                      | 6:0 | 1:1               | 0:1 | –                       | 9:1                             | –   | –   |
| 03.                                                      | BSG Motor Radeberg                                       | 2:2 | 0:3              |     | 0:1              | –                         | 5:2                      | –   | –                 | 4:2 | –                       | –                               | –   | 2:0 |
| 04.                                                      | BSG Chemie Riesa                                         | –   | –                | –   |                  | 5:0                       | –                        | 1:1 | 6:2               | –   | 3:1                     | 7:0                             | 1:2 | –   |
| 05.                                                      | BSG Turbine Großröhrsdorf                                | 1:4 | 0:4              | 1:1 | –                |                           | –                        | –   | –                 | –   | 2:6                     | –                               | 4:1 | 4:3 |
| 06.                                                      | BSG Empor Dresden-Löbtau                                 | –   | –                | –   | 1:0              | 0:2                       |                          | 0:1 | 1:2               | –   | 4:0                     | 6:0                             | –   | –   |
| 07.                                                      | BSG Lokomotive Zittau                                    | 0:2 | –                | 0:2 | –                | 4:1                       | –                        |     | 3:1               | –   | 4:1                     | –                               | 2:1 | –   |
| 08.                                                      | BSG Aufbau Meißen                                        | 2:2 | –                | 0:1 | –                | 1:2                       | –                        | –   |                   | –   | 2:2                     | –                               | 2:1 | 3:1 |
| 09.                                                      | BSG Lokomotive Dresden                                   | –   | –                | –   | 0:1              | 0:3                       | 2:4                      | 5:1 | 0:2               |     | –                       | 2:4                             | –   | –   |
| 10.                                                      | BSG Empor Tabak Dresden                                  | 0:1 | 1:2              | 1:3 | –                | –                         | –                        | –   | –                 | 0:1 |                         | –                               | 2:1 | 4:0 |
| 11.                                                      | BSG Fortschritt Süd Neugersdorf                          | –   | –                | 3:1 | –                | 1:5                       | –                        | 2:2 | 3:2               | –   | 2:2                     |                                 | 2:4 | –   |
| 12.                                                      | BSG Motor Nordwest Dresden                               | 3:6 | 1:2              | 1:1 | –                | –                         | 2:5                      | –   | –                 | 1:1 | –                       | –                               |     | 2:2 |
| 13.                                                      | BSG Motor Niesky                                         | –   | 1:4              | –   | 0:3              | –                         | 0:3                      | 2:0 | –                 | 2:4 | –                       | 4:1                             | –   |     |

## Bezirksliga-Aufstiegsrunde
In der Aufstiegsrunde ermittelte der Vorletzte (Absteiger) aus der Bezirksligasaison 1954/55 sowie die Zweitplatzierten der vier Bezirksklassestaffeln der Saison 1954/55 den Aufsteiger zur Bezirksliga.

### Abschlusstabelle
| Pl. | Mannschaft                                         | Sp. | S | U | N | Tore    | Quote | Punkte |
| --- | -------------------------------------------------- | --- | - | - | - | ------- | ----- | ------ |
| 1.  | BSG Chemie Coswig (2. Bezirksklasse Staffel 3)     | 8   | 6 | 2 | 0 | 024:800 | 3,00  | 14:20  |
| 2.  | SG Weixdorf (2. Bezirksklasse Staffel 2)           | 8   | 3 | 3 | 2 | 015:170 | 0,88  | 09:70  |
| 3.  | BSG Chemie Gnaschwitz (2. Bezirksklasse Staffel 1) | 8   | 3 | 1 | 4 | 016:220 | 0,73  | 07:90  |
| 4.  | BSG Lokomotive Pirna (2. Bezirksklasse Staffel 4)  | 8   | 2 | 2 | 4 | 015:170 | 0,88  | 06:10  |
| 5.  | BSG Empor Löbau (11. Bezirksliga)                  | 8   | 1 | 2 | 5 | 013:190 | 0,68  | 04:12  |

### Kreuztabelle
Die Kreuztabelle stellt die Ergebnisse aller Spiele dieser Aufstiegsrunde dar. Die Heimmannschaft ist in der linken Spalte aufgelistet und die Gastmannschaft in der obersten Reihe.
| Bezirksliga-Aufstiegsrunde 11. September 1955 – 4. Dezember 1955 | Bezirksliga-Aufstiegsrunde 11. September 1955 – 4. Dezember 1955 | Coswig | SG Weixdorf | Gnaschwitz | Pirna | Löbau |
| ---------------------------------------------------------------- | ---------------------------------------------------------------- | ------ | ----------- | ---------- | ----- | ----- |
| 1.                                                               | BSG Chemie Coswig                                                |        | 3:1         | 4:3        | 2:1   | 2:0   |
| 2.                                                               | SG Weixdorf                                                      | 2:2    |             | 3:2        | 3:3   | 2:1   |
| 3.                                                               | BSG Chemie Gnaschwitz                                            | 1:2    | 1:1         |            | 4:3   | 1:0   |
| 4.                                                               | BSG Lokomotive Pirna                                             | 0:4    | 0:2         | 3:0        |       | 4:1   |
| 5.                                                               | BSG Empor Löbau                                                  | 2:2    | 5:1         | 3:6        | 1:1   |       |